# Севідж-Рівер – Порт-Латта
Севідж-Рівер – Порт-Латта – пульпропровід, призначений для транспортування продукції австралійської залізорудної копальні Севідж-Рівер.
В 1967-му почалась розробка запасів магнетитової руди родовища Севідж-Рівер, яку на місці перетворювали у залізорудний концентрат. Для доставки останнього до розташованого на узбережжі заводу котунів у Порт-Латта ввели в дію пульпопровід довжиною 85 кілометрів з діаметром 230 мм. 
На своєму шляху пульпопровід перетинає ущелину Севідж-Рівер-Горж по підвісному мосту завдовжки 366 метрів, який проходить на 137 метрів вище за річку Севідж-Рівер. Також існує перехід над річкою Артур-Рівер, проте він набагато менший – довжина 64 метра, висота лише 12 метрів.